# Francis Talbot, 5.º Conde de Shrewsbury
Francis Talbot, 5.º Conde de Shrewsbury, 5.º Conde de Waterford, 11.º Barão Talbot, KG (Castelo de Sheffield, 1500 – 25 de setembro de 1560) era filho de Jorge Talbot, 4.º Conde de Shrewsbury e Ana Hastings.

## Família
Seus avós maternos eram Guilherme Hastings, 1º Barão Hastings e Catarina Neville. Catarina era filha de Ricardo Neville, 5.º Conde de Salisbury, e Alícia Neville, 5.ª Condessa de Salisbury.